# Lagune Mundaú
 (mai 2023).
Si vous disposez d'ouvrages ou d'articles de référence ou si vous connaissez des sites web de qualité traitant du thème abordé ici, merci de compléter l'article en donnant les références utiles à sa vérifiabilité et en les liant à la section « Notes et références ».
La lagune Mundaú, en portugais lagoa Mundaú, est une lagune de l'Alagoas, au Brésil, qui communique avec l'océan Atlantique. D'une superficie de 23 km2, elle présente une profondeur moyenne de 2 m et maximale de 4 m.